# Michael Conlan
Michael Conlan (n. 19 noiembrie 1991, Belfast, Irlanda de Nord, Regatul Unit) este un boxer ce a reprezentat Irlanda, medaliat olimpic. A participat la două ediții ale Jocurilor Olimpice (2012, 2016) în care a câștigat o medalie de bronz.

## Participări
Lista de mai jos prezintă principalele competiții la care a participat Michael Conlan de-a lungul carierei.
- boxing at the 2012 Summer Olympics – men's flyweight[*]